# 엘 패닝
메리 엘 패닝(영어: Mary Elle Fanning, 1998년 4월 9일 ~ )은 미국의 배우이다. 배우 다코타 패닝의 여동생으로, 영화 《아이 엠 샘》에 주연으로 출연했던 언니의 배역의 유아 역으로 배우 데뷔했다.

## 생애
미국 조지아주 코니어스에서 태어났다. 그녀의 부모는 어머니 "조이"(née 애링턴)는 프로 테니스 선수였고, 아버지 "스티븐"은 야구 마이너 리그 출신으로, 현재는 로스앤젤레스에서 전자관련 판매원이다. 외할아버지는 전 미식축구선수 "릭 애링턴"이며, 숙모는 전 ESPN 기자인 "질 에링턴"이다.
어린 시절 오랫동안 발레를 연마해 온 덕분에 몸매가 매우 날씬하고 예쁘다.
그녀의 4살 연상의 언니 다코타 패닝은 배우이다. 패닝 가(家)의 조상은 아일랜드인, 잉글랜드인, 독일인, 프랑스인이다. 키는 175cm에 체중은 60kg으로 언니보다 훨씬 크다. 언니보다 훤칠한 키를 이용하여 부업으로 모델 활동도 겸하고 있다.
패닝은 2012년 9월에 노스할리우드에 위치한 사립학교인 캠벨 홀 고등학교(Campbell Hall)에 입학하여 2016년 6월 졸업하였다. 이 학교는 언니인 다코다와, 아역 배우출신의 메리 케이트 올슨, 애슐리 올슨이 졸업한 학교이다.

## 필모그래피

### 영화
※ 역할의 굵은 글씨는 주연 작품임.
|  |

| 년도 | 제목                                                                     | 역할                           | 감독                           | 참고                                                                       |
| ---- | ------------------------------------------------------------------------ | ------------------------------ | ------------------------------ | -------------------------------------------------------------------------- |
| 2001 | 《아이 엠 샘》 I Am Sam                                                  | 어린 루시 다이아몬드 도슨, 2세 | 제시 넬슨                      | 단역                                                                       |
| 2003 | 《대디 데이 케어》 Daddy Day Care                                        | 제이미                         | 스티브 카                      |                                                                            |
| 2004 | 《바람난 가족》 The Door in the oor                                      | 루스 콜                        | 토드 윌리엄스                  |                                                                            |
| 2005 | 《이웃집 토토로》 My Neighbor Totoro                                     | 쿠사카베 메이                  | 미야자키 하야오                | 목소리 (2005 디즈니 버전)                                                  |
| 2005 | 《P.N.O.K.》                                                             | 레베카 불러드                  |                                | 단편영화                                                                   |
| 2005 | 《윈-딕시 때문에》 Because of Winn-Dixie                                 | 스위트 파이 토머스             | 웨인 왕                        |                                                                            |
| 2006 | 《데자뷰》 Déjà Vu                                                       | 애비                           | 토니 스콧                      |                                                                            |
| 2006 | 아이 원트 썸원 투 이트 치즈 위드 I Want Someone to Eat Cheese With       | 퍼넬러피                       | 제프 가린                      |                                                                            |
| 2006 | 《바벨》 Babel                                                           | 데비 존스                      | 알레한드로 곤잘레스 이냐리투   | 2006년 5월 칸 영화제 경쟁부분 선개봉                                       |
| 2006 | 《샬롯의 거미줄》 Charlotte's Web                                        | 어린 펀 에라블                 | 게리 위닉                      | 카메오                                                                     |
| 2007 | 《더 나인스》 The Nines                                                  | 노엘                           | 존 오거스트                    |                                                                            |
| 2007 | 《레저베이션 로드》 Reservation Road                                     | 엠마 러너                      | 테리 조지                      |                                                                            |
| 2007 | 세라와 함께하는 73일 Day 73 with Sarah                                   | 세라                           |                                | 단편영화                                                                   |
| 2008 | 《벤자민 버튼의 시간은 거꾸로 간다》 The Curious Case of Benjamin Button | 데이지 퓰러, 7세               | 데이빗 핀처                    |                                                                            |
| 2009 | 《이상한 나라의 피비》 Phoebe in Wonderland                              | 피비 리튼                      | 다니엘 반즈                    | 첫 단독주연 영화                                                           |
| 2009 | 《아스트로 보이 - 아톰의 귀환》 Astro Boy                                | 그레이스                       | 데이빗 보워스                  | 더빙                                                                       |
| 2010 | 《호두까기 인형 3D》 The Nutcracker in 3D                                | 메리                           | 안드레이 콘찰롭스키            |                                                                            |
| 2010 | 《썸웨어》 Somewhere                                                     | 클레오 마코                    | 소피아 코폴라                  | 2010년 9월 베니스 국제 영화제 선개봉                                       |
| 2011 | 《슈퍼 에이트》 Super 8                                                  | 앨리스 데인나드                | J.J. 에이브럼스                |                                                                            |
| 2011 | 《트윅스트》 Twixt                                                       | V                              | 프랜시스 포드 코폴라           |                                                                            |
| 2011 | 《우리는 동물원을 샀다》 We Bought a Zoo                                 | 릴리 미스카                    | 카메론 크로우                  |                                                                            |
| 2011 | 잊혀진 것들의 곡선 The Curve of Forgotten Things                         | 소녀                           |                                | 단편영화                                                                   |
| 2012 | 《진저 앤 로사》 Ginger & Rosa                                           | 진저                           | 샐리 포터                      | 2012년 9월 토론토 국제 영화제 선개봉, 2013년 5월 서울국제여성영화제 개막작 |
| 2012 | Leaning Towards Solace                                                   | 사라                           |                                | 단편영화                                                                   |
| 2013 | 라이크니스 Likeness                                                      | 미아                           |                                | 단편영화                                                                   |
| 2014 | 《말레피센트》 Maleficent                                                | 오로라 공주                    | 로버트 스트롬버그              | 2012년 촬영                                                                |
| 2014 | 《박스트롤》 The Boxtrolls                                               | 위니 프리드                    | 그레이엄 애나블, 안소니 스타치 | 목소리                                                                     |
| 2014 | 《영 원스》 Young Ones                                                   | 메리 홀름                      | 제이크 팰트로                  | 2014년 1월 선댄스 영화제 선개봉                                            |
| 2015 | 《로우 다운》 Low Down                                                   | 에이미 올버니                  | 제프 프레이스                  | 2014년 1월 선댄스 영화제 선개봉                                            |
| 2015 | 《트럼보》 Trumbo                                                        | 니콜라 트럼보                  | 제이 로치                      | 2015년 9월 토론토 국제 영화제 선개봉                                       |
| 2016 | 《어바웃 레이》 About Ray                                                | 레이                           | 게비 델랄                      | 2015년 9월 토론토 국제 영화제 선개봉                                       |
| 2016 | 《네온 데몬》 The Neon Demon                                             | 제시                           | 니콜라스 빈딩 레픈             | 2016년 5월 칸영화제 경쟁부문 선개봉                                        |
| 2016 | 《발레리나》 Leap!                                                       | 펠리시 밀리너                  | 에릭 섬머, 에릭 와린           | 목소리                                                                     |
| 2016 | 《우리의 20세기》 20th Century Women                                     | 줄리                           | 마이크 밀스                    |                                                                            |
| 2017 | 《리브 바이 나이트》 Live by Night                                       | 로레타 피기스                  | 벤 애플렉                      | 2015년 촬영                                                                |
| 2017 | 《더 베니싱 오브 시드니 홀》 Sidney Hall                                 | 멜로디                         | 숀 크리스틴슨                  | 2017년 1월 선댄스 영화제 선개봉                                            |
| 2017 | 《런던 러브스토리》 How to Talk to Girls at Parties                      | 잔                             | 존 캐머런 미첼                 | 2017년 5월 칸영화제 비경쟁부문 선개봉                                      |
| 2017 | 《매혹당한 사람들》 The Beguiled                                         | 앨리샤                         | 소피아 코폴라                  | 2017년 5월 칸영화제 경쟁부문 선개봉                                        |
| 2017 | 《메리 셸리: 프랑켄슈타인의 탄생》 Mary Shelley                          | 메리 셸리                      | 하이파 알만수르                |                                                                            |
| 2017 | 《엘르 패닝스 팬 판타지》 Elle Fanning's Fan Fantasy                     |                                |                                | 단편 영화                                                                  |
| 2018 | 《아이 씽크 위아 얼론 나우》 I Think We're Alone Now                     | 그레이스                       | 리드 모라노                    | 2018년 1월 선댄스 영화제 선개봉                                            |
| 2018 | 《갤버스턴》 Galveston                                                   | Raquel Arceneaux               | 멜라니 로랑                    |                                                                            |
| 2019 | 《틴 스피릿》 Teen Spirit                                                | 바이올렛                       | 맥스 밍겔라                    | 2018년 9월 토론토 국제 영화제 선개봉                                       |
| 2019 | 《레이니 데이 인 뉴욕》 A Rainy Day in New York                          | 애슐리                         | 우디 앨런                      | 2017년 촬영                                                                |
| 2019 | 《말레피센트 2》 Maleficent: Mistress of Evil                            | 오로라 공주                    | 요아킴 뢴닝                    |                                                                            |
| 2020 | 《눈부신 세상 끝에서, 너와 나》 All the Bright Places                    | 바이올렛 마키                  | 브렛 헤일리                    |                                                                            |
| 2020 | 《더 로즈 낫 테이큰》 The Roads Not Taken                                | 몰리                           | 샐리 포터                      | 2020년 베를린 국제 영화제 경쟁부문 선개봉                                  |
|      | 《프란시스 앤 더 갓파더》 'Francis and The Godfather                     | 알리 맥그로                    | 배리 레빈슨                    |                                                                            |
| 2022 | 《더 나이팅게일》 The Nightingale                                        | 이사벨                         | 멜라니 로랑                    |                                                                            |
| 2024 | 《컴플리트 언노운》 A Complete Unknown                                   | 실비 루소                      | 제임스 맨골드                  |                                                                            |
| 2025 | 《센티멘탈 밸류》 Sentimental Value                                      |                                | 요아킴 트리에르                |                                                                            |
| 2025 | 《프레데터: 죽음의 땅》 Predator: Badlands                               |                                | 댄 트랙턴버그                  |                                                                            |

### 텔레비전
| 년도      | 제목                                         | 역할           | 참고        |
| --------- | -------------------------------------------- | -------------- | ----------- |
| 2002      | 테이큰 Taken                                 | 어린 앨리 키즈 |             |
| 2003      | 저징 에이미 Judging Amy                      |                |             |
| 2003      | CSI: 마이애미                                | 로셀 콥스      |             |
| 2004      | CSI: 뉴욕                                    | 몰리 월커      |             |
| 2006      | House: MD                                    |                |             |
| 2006      | 로 앤 오더 Law & Order: Special Victims Unit | 에덴           |             |
| 2006      | 로스트 룸 The Lost Room                      | 애나 밀러      |             |
| 2006~2007 | 크리미널 마인드 Criminal Minds               | 트레시 벨      |             |
| 2007      | 더티 섹시 머니 Dirty Sexy Money              | 키키 조지      |             |
| 2020~2023 | 더 그레이트 The Great                        | 예카테리나 2세 |             |
| 2021      | 로봇 치킨 Robot Chicken                      | 세라           | 목소리 출연 |
| 2022      | 더 걸 프롬 플레인빌 The Girl from Plainville | 미셸 카터      |             |

## 수상 내역
- 2011년 영 아티스트 어워드 올해의 여자배우상 《썸웨어》
- 2011년 할리우드 필름 페스티벌 스포트라이트상 《슈퍼 에이트》
- 2011년 피닉스 영화 비평가협회 최우수 앙상블상 《슈퍼 에이트》
- 2012년 바야돌리드 국제 영화제 여우주연상《진저 앤 로사》
- 2013년 제 28회 산타바바라 국제 영화제 비르투오소상《진저 앤 로사》
- 2014년 제 49회 체코 카를로비 바리 국제 영화제 장편영화 부문 여우주연상《로우 다운》
- 2021년 서울드라마어워즈 여자연기자상 《더 그레이트 시즌 1》